# ルネサンス級
ルネサンス級（Renaissance class）は『スタートレック』シリーズに登場する架空の宇宙船。惑星連邦所属、宇宙艦隊のスターシップである。

## 概要
ルネサンス級はアンバサダー級と同時代（24世紀前半）に就航していた宇宙艦である。U.S.S.ルネサンスはネームシップとして就航した艦で、当初は惑星間の人員移動を主な任務と設定された。
後続艦のU.S.S.アリエスは巡回任務の他に、ディープスペース探査任務も行なったとされている。艦の大きさはアンバサダー級より一回り小さいが、フェイザーバンク、魚雷発射管を装備しており戦闘も可能な艦となっている。
当初ルネサンス級3機には脱出ポッドが設計されておらず、後付けで取り付けられている。後続の最終艦で改良型でもあるU.S.S.ホッカイドウには脱出ポッドが設計段階から取り付けられた。

## 性能
【デッキ数】 19デッキ
【大巡航速度】 	ワープ 8.3（2364年に改良されワープ9.2に強化） 
【武装】フェイザーアレイ6門
　　　　魚雷発射管３門（光子魚雷弾数200）  2372年に量子魚雷に交換。

## ルネサンス級の宇宙船一覧
- U.S.S.アリーズ（アリエス）(USS Aries、NCC-45167)
  - 牡羊座。
- U.S.S.ホッカイドウ （USS Hokkaido、登録番号不明）
  - 北海道。
- U.S.S.ホーネット (USS Hornet、NCC-45231)
  - 太平洋戦争中におけるアメリカの空母・ホーネット (CV-8)など。
- U.S.S.メリーランド (USS Maryland、NCC-45109)
  - アメリカのメリーランド州及び戦艦メリーランド。